# Фактор Лоренца
Фактор Лоренца — залежний від швидкості відносного руху двох інерційних систем відліку вираз, який настільки часто зустрічається в формулах теорії відносності, що для нього доцільно запровадити окреме позначення. Фактор Лоренца позначається грецькою літерою {\displaystyle \gamma } і визначається формулою: 
{\displaystyle \gamma ={\frac {1}{\sqrt {1-v^{2}/c^{2}}}}={\frac {1}{\sqrt {1-\beta ^{2}}}}},
де {\displaystyle v} — відносна швидкість двох систем відліку, {\displaystyle c} — швидкість світла, {\displaystyle \beta =v/c} — ще одне зручне позначення, відношення швидкості до швидкості світла.
Фактор Лоренца названо на честь нідерландського фізика Гендріка Лоренца. Слово фактор означає множник, але його завзвичай не перекладають. 
Фактор Лоренца входить у перетворення Лоренца, а також у вирази для релятивістського уповільнення часу та Лоренцового скорочення. 